# Château d'Eau (stanice metra v Paříži)

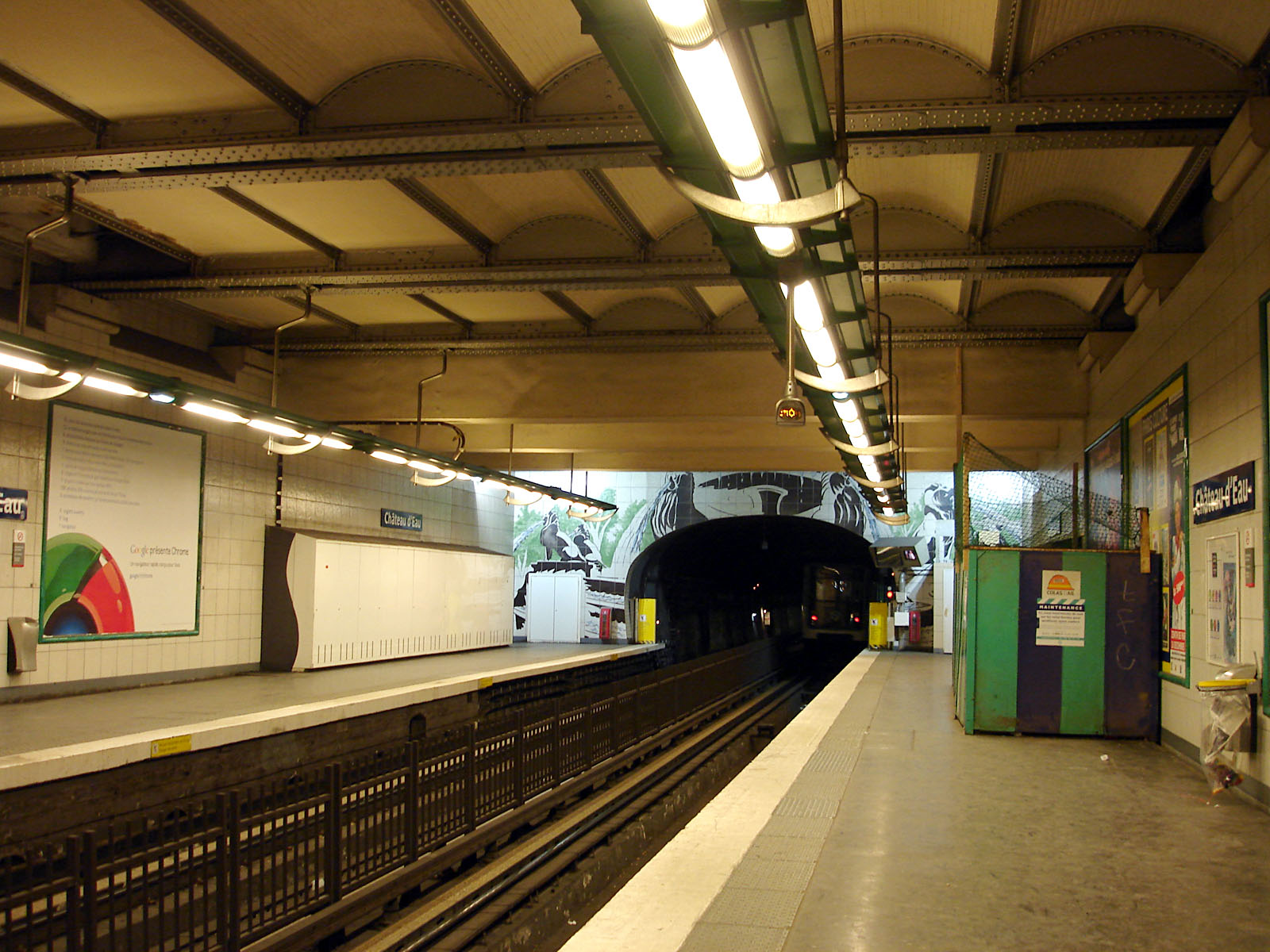
Nástupiště na stanici

Château d'Eau je nepřestupní stanice pařížského metra na lince 4 v 10. obvodu v Paříži. Nachází se na křižovatce ulic Rue du Château-d'Eau a Boulevard Strasbourg.

## Historie
Stanice byla otevřena 21. dubna 1908 jako součást prvního úseku linky 4. Stanice byla postavena jen mělce pod zem, neboť linka 4 byla stavěna hloubeným způsobem svrchu. Koleje vedou uprostřed a po stranách jsou nástupiště.

## Název
Jméno stanice je odvozeno od názvu ulice Château-d'Eau (česky vodojem), která své jméno nese od počátku 19. století. Na křižovatce ulic Rue du Faubourg-du-Temple a Boulevard du Temple vzniklo náměstí, na jehož místě bývala bašta starých hradeb z dob Karla V., a které se až do roku 1879 nazývalo Place du Château-d’Eau. Své pojmenování získalo po fontáně, která jej zdobila od roku 1811. Malé náměstí bylo posléze přestavěno na dnešní Place de la République a vznikla zde nová fontána, která byla roku 1880 přemístěna na Place Félix-Éboué ve 12. obvodu. Ulice vedoucí z nového náměstí si však svůj původní název ponechala.

## Vstupy
Stanice má dva východy, z nichž jeden slouží jako vchod, zdobené tradičními secesními bránami a zábradlím, které pro společnost provozující pařížské metro vytvořil v roce 1900 architekt Hector Guimard. Tyto vstupy do stanic pařížského metra byly 29. května 1978 zapsány na seznam historických památek.
- První vstup Rue du Château-d'Eau na jižní straně stanice slouží jako vchod i východ, kde jsou prodejní automaty a informační přepážka. Výstup vede na chodník před domy č. 51-53 na západní straně bulváru de Strasbourg na rohu ulice du Château-d'Eau.
- Druhý výstup Boulevard de Strasbourg na severní straně stanice slouží pouze jako východ na východní stranu bulváru de Strasbourg před dům č. 40. Tento východ vede pouze z nástupiště ve směru Porte de Clignancourt.